# Аякс (стадион, Таллин)
«Аякс Ласнамяэ» (эст. Ajaxi Kunstmuruväljak) — футбольный стадион в Таллинне, Эстония. Вмещает 2000 зрителей. Является домашней ареной футбольного клуба Аякс Ласнамяэ. Открыт в 1993 году. Стадион находится на улице Выидуйооксу 8а (Võidujooksu 8a).

## Размеры

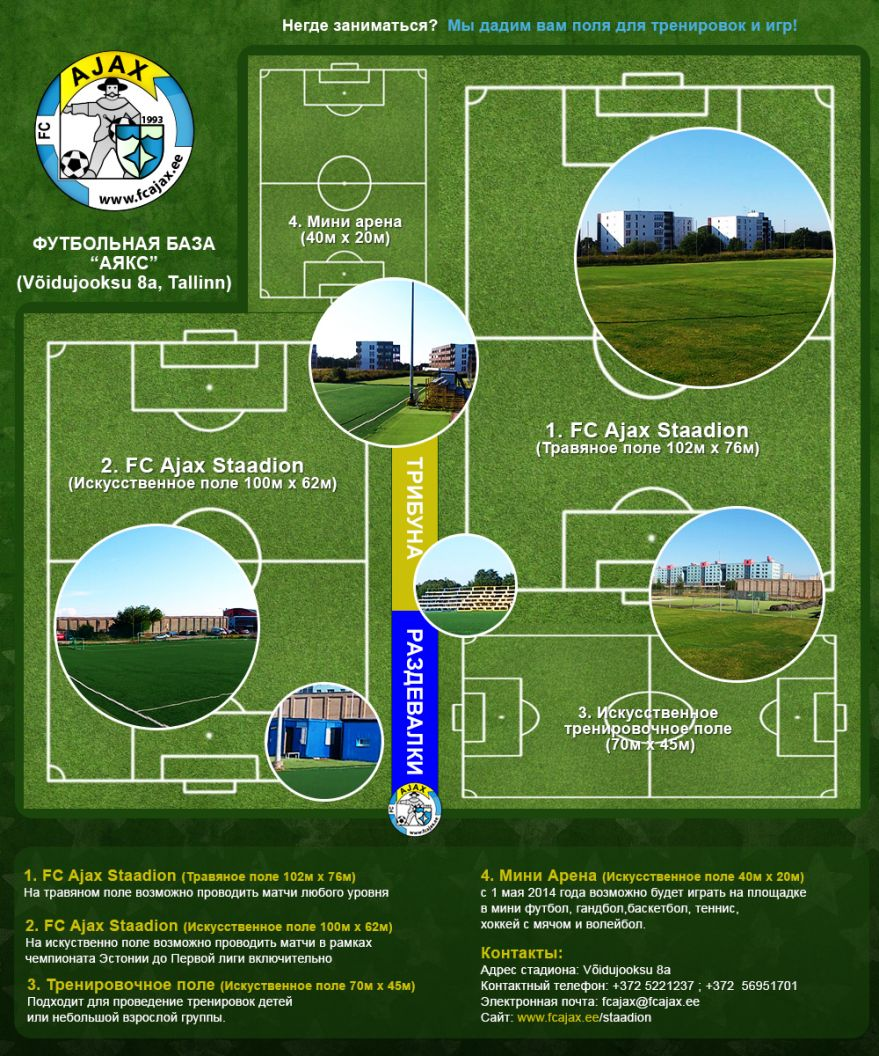

На базе Ajaxi Kunstmuruväljak имеется 4 поля (3 искусственных и 1 травяное). 2 полноценных поля для проведения матчей как товарищеских, так и чемпионата Эстонии. — На искусственном поле в рамках чемпионата до Первой лиги. — На травяном поле возможно проводить матчи любого уровня. 2 тренировочных искусственных поля, 4 раздевалки (+душ, туалет)

### FC Ajax Stadioon (1)
- Покрытие — земляное.
- Размеры — 102 м х 76 м.

### FC Ajax Stadioon (2)
- Покрытие — искусственное.
- Размеры — 100 м х 62 м.

### Искусственное тренировочное поле
- Покрытие — искусственное.
- Размеры — 70 м х 45 м.

### Мини Арена
- Размеры — 40 м х 20 м.